# Gabriel Kirejczyk
Gabriel Kirejczyk (ur. 12 lutego 2003 w Oświęcimiu) – polski piłkarz, grający na pozycji napastnika. Zawodnik SKN St. Pölten.